# 사일런스 스즈카
사일런스 스즈카(サイレンススズカ, Silence Suzuka, 1994년 5월 1일 ~ 1998년 11월 1일)는 일본의 서러브레드 경주마다. 1998년 11월 1일 개최된 제118회 천황상 경주 도중 분쇄골절을 당해 사망했으며, 해당 사건은 일명 ‘침묵의 일요일’이라는 별칭으로 불리고 있다.

## 경주 성적
| 날짜        | 경마장   | 경기명                  | 등급 | 트랙       | 배당 (인기 순위) | 순위 | 시간       | 기수              | 우승마 (2위마)        |
| ----------- | -------- | ----------------------- | ---- | ---------- | ---------------- | ---- | ---------- | ----------------- | --------------------- |
| 1997.02.01. | 교토     | 4세 신마 (현 3세 신마)  | -    | 잔디 1600m | 1.3 (1)          | 1    | 1.35.2     | 우에무라 히로유키 | (펄스 비트)           |
| 1997.03.02. | 나카야마 | 야요이상                | G2   | 잔디 2000m | 3.5 (2)          | 8    | 2.03.7     | 우에무라 히로유키 | 러닝 게일             |
| 1997.04.05. | 한신     | 4세 (현 3세) 500만 이하 | -    | 잔디 2000m | 1.2 (1)          | 1    | 2.03.0     | 우에무라 히로유키 | (롱 미겔)             |
| 1997.05.10. | 도쿄     | 프린시펄 스테이크스     | OP   | 잔디 2200m | 2.3 (2)          | 1    | 2.13.4     | 우에무라 히로유키 | (마치카네 후쿠키타루) |
| 1997.06.01. | 도쿄     | 도쿄 우준               | G1   | 잔디 2400m | 8.6 (4)          | 9    | 2.27.0     | 우에무라 히로유키 | 서니 브라이언         |
| 1997.09.15. | 한신     | 고베 신문배             | G2   | 잔디 2000m | 2.1 (1)          | 2    | 2.00.2     | 우에무라 히로유키 | 마치카네 후쿠키타루   |
| 1997.10.26. | 도쿄     | 추계 천황상             | G1   | 잔디 2000m | 17.6 (4)         | 6    | 2.00.0     | 가와치 히로시     | 에어 그루브           |
| 1997.11.16. | 교토     | 마일 챔피언십           | G1   | 잔디 1600m | 19.1 (6)         | 15   | 1.36.2     | 가와치 히로시     | 타이키 셔틀           |
| 1997.12.14. | 샤틴     | 홍콩 컵                 | G2   | 잔디 1800m | 21.0 (8)         | 5    | 1.47.5     | 다케 유타카       | 밸스 프린스           |
| 1998.02.14. | 도쿄     | 밸런타인 스테이크스     | OP   | 잔디 1800m | 1.5 (1)          | 1    | 1.46.3     | 다케 유타카       | (호시즈 넥)           |
| 1998.03.15. | 나카야마 | 나카야마 기념           | G2   | 잔디 1800m | 1.4 (1)          | 1    | 1.48.6     | 다케 유타카       | (로젠 카발리어)       |
| 1998.04.18. | 주쿄     | 고쿠라 대상전           | G3   | 잔디 1800m | 1.2 (1)          | 1    | 1.46.5 (R) | 다케 유타카       | (츠루마루 가이센)     |
| 1998.05.30. | 나카야마 | 긴코상                  | G2   | 잔디 2000m | 2.0 (1)          | 1    | 1.57.8 (R) | 다케 유타카       | (미드나이트 베트)     |
| 1998.07.12. | 한신     | 다카라즈카 기념         | G1   | 잔디 2200m | 2.8 (1)          | 1    | 2.11.9     | 미나이 가쓰미     | (스테이 골드)         |
| 1998.10.11. | 도쿄     | 마이니치 왕관           | G2   | 잔디 1800m | 1.4 (1)          | 1    | 1.44.9     | 다케 유타카       | (엘 콘도르 파사)      |
| 1998.11.01. | 도쿄     | 추계 천황상             | G1   | 잔디 2000m | 1.2 (1)          | DNF  | -          | 다케 유타카       | 오프사이드 트랩       |

- DNF: 미완주 (Did Not Finish)
- R: 신기록 (Record)

## 창작물
- 사일런스 스즈카는 말인간 미소녀로 모에화되어 《우마무스메 프리티 더비》에도 등장한다. 애니메이션에서도 추계 천황상 경주 도중 부상을 겪었으나, 실제 경주마와 달리 사망으로 이어지지는 않았다.

## 같이 보기
- 라이스 샤워 - 1995년 다카라즈카 기념 경주 도중 개방골절로 낙마사고를 일으키고 사망했다.